# Georgia Harris
Georgia Harris (* 10. Juni 2004) ist eine australische Leichtathletin, die sich auf den Sprint spezialisiert hat.

## Sportliche Laufbahn
Erste internationale Erfahrungen sammelte Georgia Harris im Jahr 2022, als sie bei den U20-Weltmeisterschaften in Cali mit 24,06 s in der ersten Runde im 200-Meter-Lauf ausschied und mit der australischen 4-mal-100-Meter-Staffel in 45,15 s den sechsten Platz belegte. Im Jahr darauf siegte sie in 11,70 s über 100 Meter bei den Pazifikspielen in Honiara. Bei den World Athletics Relays 2025 in Guangzhou kam sie über 4-mal 100 Meter zum Einsatz und im Juli siegte sie bei den World University Games in Bochum in 11,44 s im 100-Meter-Lauf sowie in 43,46 s im Staffelbewerb. 

## Persönliche Bestzeiten
- 100 Meter: 11,38 s (+0,6 m/s), 11. April 2025 in Perth